# Ganz (Gemeinde Matrei in Osttirol)
Ganz ist eine Fraktion der Gemeinde Matrei in Osttirol. Die Ortschaft liegt südwestlich des Matreier Marktes im Matreier Talkessel und hat 111 Einwohner (Stand 1. Jänner 2024).

## Geographie

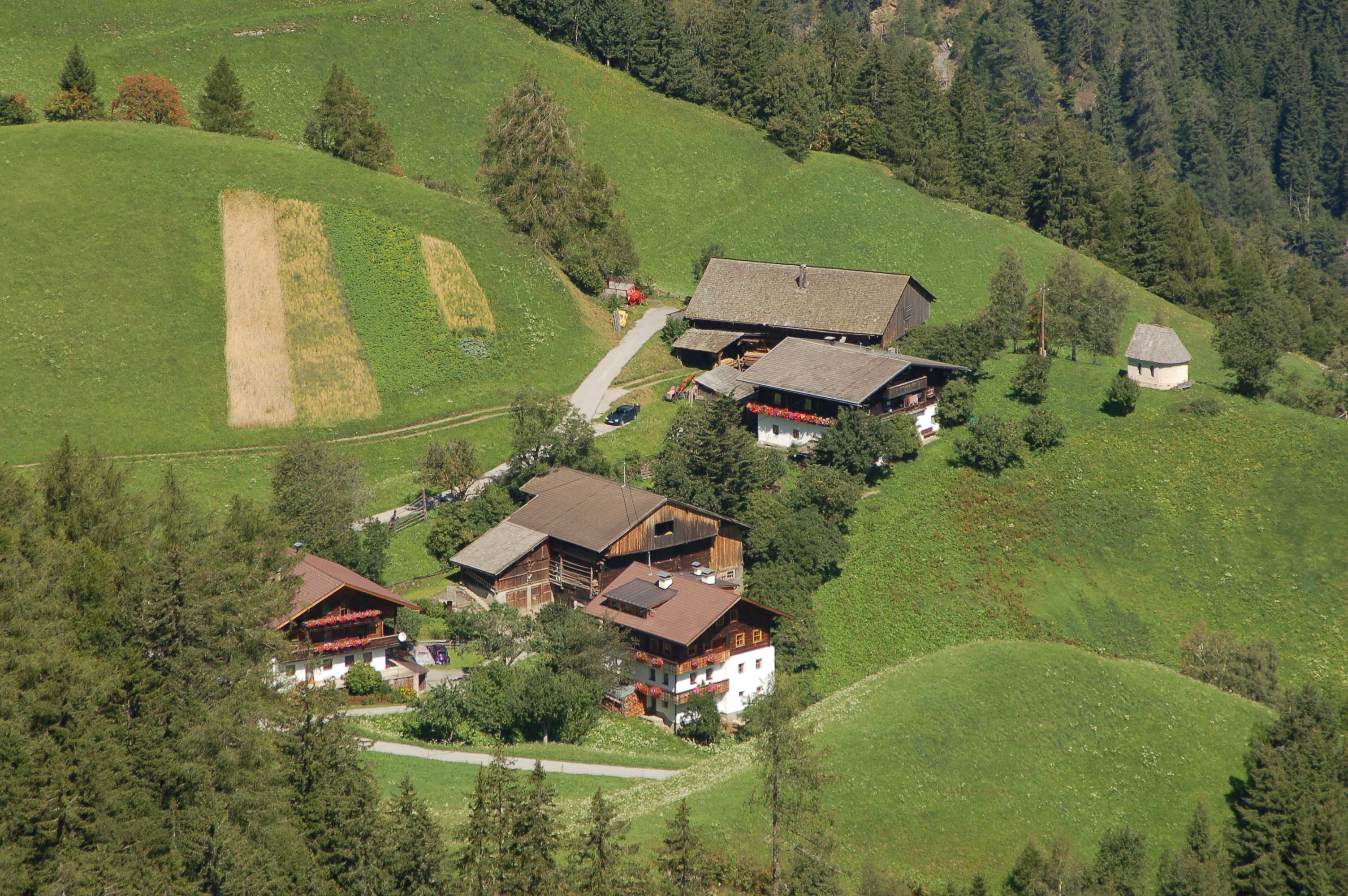
Der Weiler Guggenberg mit der Dreifaltigkeitskapelle

Ganz liegt in der Katastralgemeinde Matrei in Osttirol Land und befindet sich rund zwei Kilometer südwestlich des Zentrums des Matreier Marktes im Westen des Matreier Talkessels. Zusammen mit den benachbarten Dörfern Waier und Bichl im Osten bildet Ganz am Abhang des Zunigs eine Streusiedlung im Süden des Matreier Marktes, die von der Bevölkerung als „Echlerwasser“ bezeichnet wird. 
Ganz besteht aus zahlreichen, verstreuten Hofstellen, wobei die Bauernhöfe Lukasser, Niggler und Lampeter den Weiler Guggenberg bilden. Zudem wurde in Ganz mittlerweile auch eine größere Zahl an Einfamilienhäuser errichtet, die vor allem an der Straße von Waier ins Virgental, im Bereich des Ganzerbachs, liegen. Auch die Zunigalm an den Abhängen des Großen Zunigs zählt zu Ganz. 
Im Westen trennt der Arnitzbach die Siedlung von der Nachbargemeinde Virgen, der Zunigbach fließt hingegen durch die Hauptsiedlung von Ganz.

## Bevölkerung
1869 lebten in Ganz 127 Menschen in 24 Häusern. Bei der Volkszählung 1890 war die Zahl der Einwohner von Ganz und Guggenberg hingegen auf 96 gesunken, wobei 16 Häuser zu Ganz gezählt wurden. Bei der Volkszählung 1951 wurde für Ganz eine Bevölkerungszahl von 127 Menschen erhoben. Zudem wurden 21 Häuser zu Ganz gerechnet. Davon entfielen drei Häuser und 36 Bewohner auf Ganz, drei Häuser und 30 Einwohner auf den Weiler Guggenberg, drei Häuser mit 21 Bewohnern auf die Häuser um die Nikolauskirche und sechs Häuser mit 40 Personen auf zerstreut liegende Häuser. Zudem gehörten sechs Almhütten zu Ganz.

## Bauwerke und Sehenswürdigkeiten

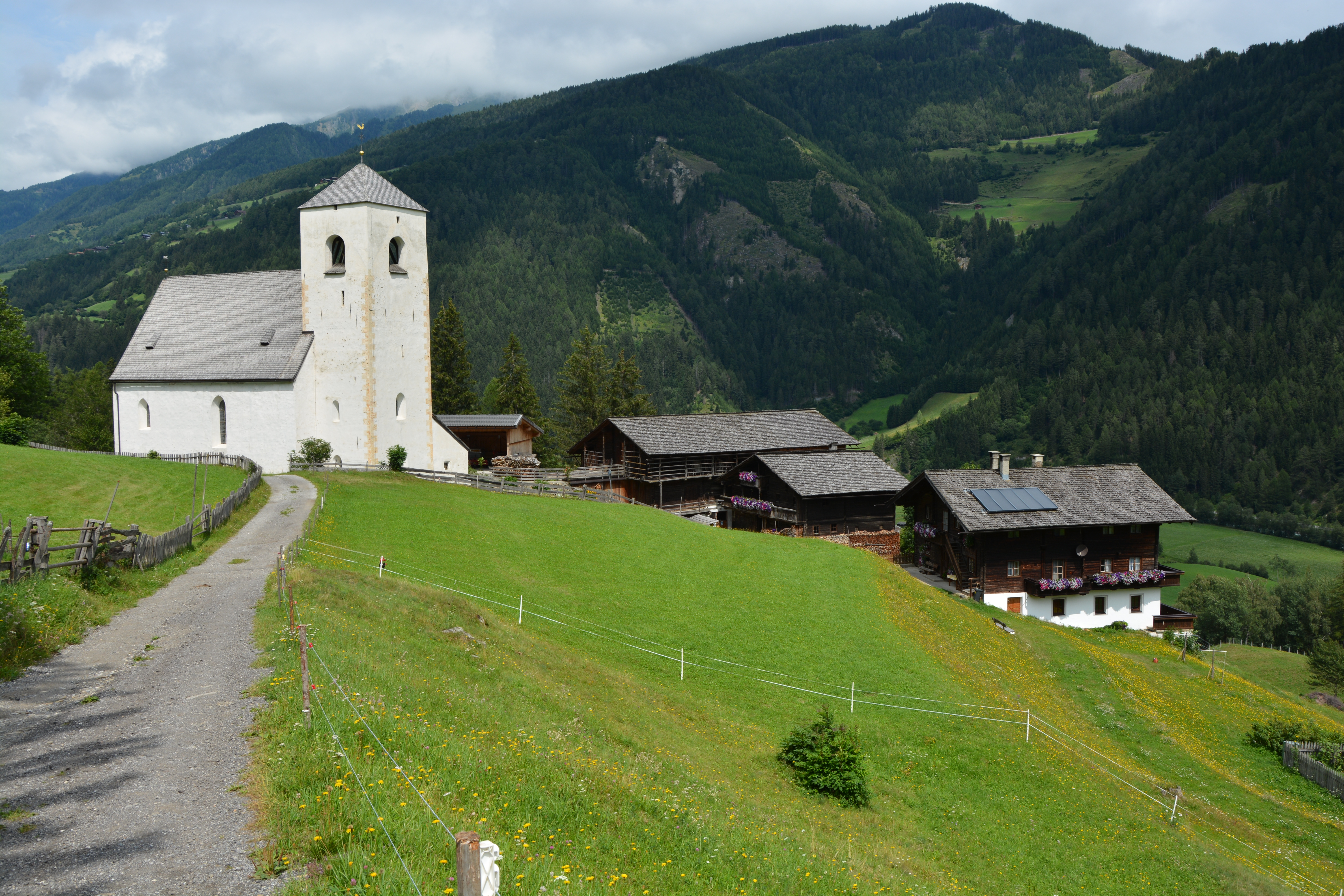
Denkmalgeschütztes Ensemble der Nikolauskirche mit den Bauernhöfen Klabiner und Messner

Das bedeutendste Bauwerk der Fraktion Ganz ist die romanische Filialkirche St. Nikolaus. Der heute bestehende Bau wurde im 12. oder frühen 13. Jahrhundert errichtet, geht jedoch auf einen wesentlich älteren Vorgängerbau zurück. Besonders bedeutend sind die wertvollen romanischen Fresken in der Kirche. Neben der St.-Nikolaus-Kirche liegen in der Fraktion Ganz auch die Kapelle zur heiligen Dreifaltigkeit im Weiler Guggenberg, der Dreifaltigkeitsbildstock am Weg zur Nikolauskirche, die geschützte Hofgruppe um die St.-Nikolaus-Kirche sowie ein denkmalgeschützter Kornkasten und eine Getreidemühle.

### Kapelle Hl. Dreifaltigkeit
Die Kapelle zur heiligen Dreifaltigkeit befindet sich im Weiler Guggenberg beim Bauernhof Niggler. Die zweijochige Kapelle verfügt über ein steiles, schindelgedecktes Satteldach ohne Dachreiter und wurde vermutlich in der zweiten Hälfte des 18. Jahrhunderts errichtet. Äußerlich ist die Kapelle zudem durch eine leicht eingezogene Apsis sowie jeweils zwei Rundbogenfenster in den Längswänden gegliedert. An der Eingangsseite befindet sich ein rechteckiges Portal und ein Rundfenster im Giebel.
Die Decke der Kapelle wird im Inneren von einem Tonnengewölbe gebildet. Die reichliche Inneneinrichtung geht auf die Geschichte des heutigen Bauernhauses Niggler zurück, das in früherer Zeit als gräfliches Jagdhaus diente. Der kleine Rokokoaltar besteht aus Holz mit einer braunen Marmorfassung und verfügt über vergoldete Ornamentteile. Der Altar selbst wird von der Figurengruppe der heiligen Dreifaltigkeit dominiert, wobei die Figur des Christus ein Kreuz in seiner linken Hand hält, auf dem sich der heilige Geist, dargestellt als Taube mit goldenen Strahlen befindet. Auf dem Sockel des Retabels befinden sich zudem vier Heiligenfiguren, die den heiligen Nikolaus, den heiligen Sylvester und zwei weibliche Heilige darstellen.

### Bildstöcke und Votivtafeln

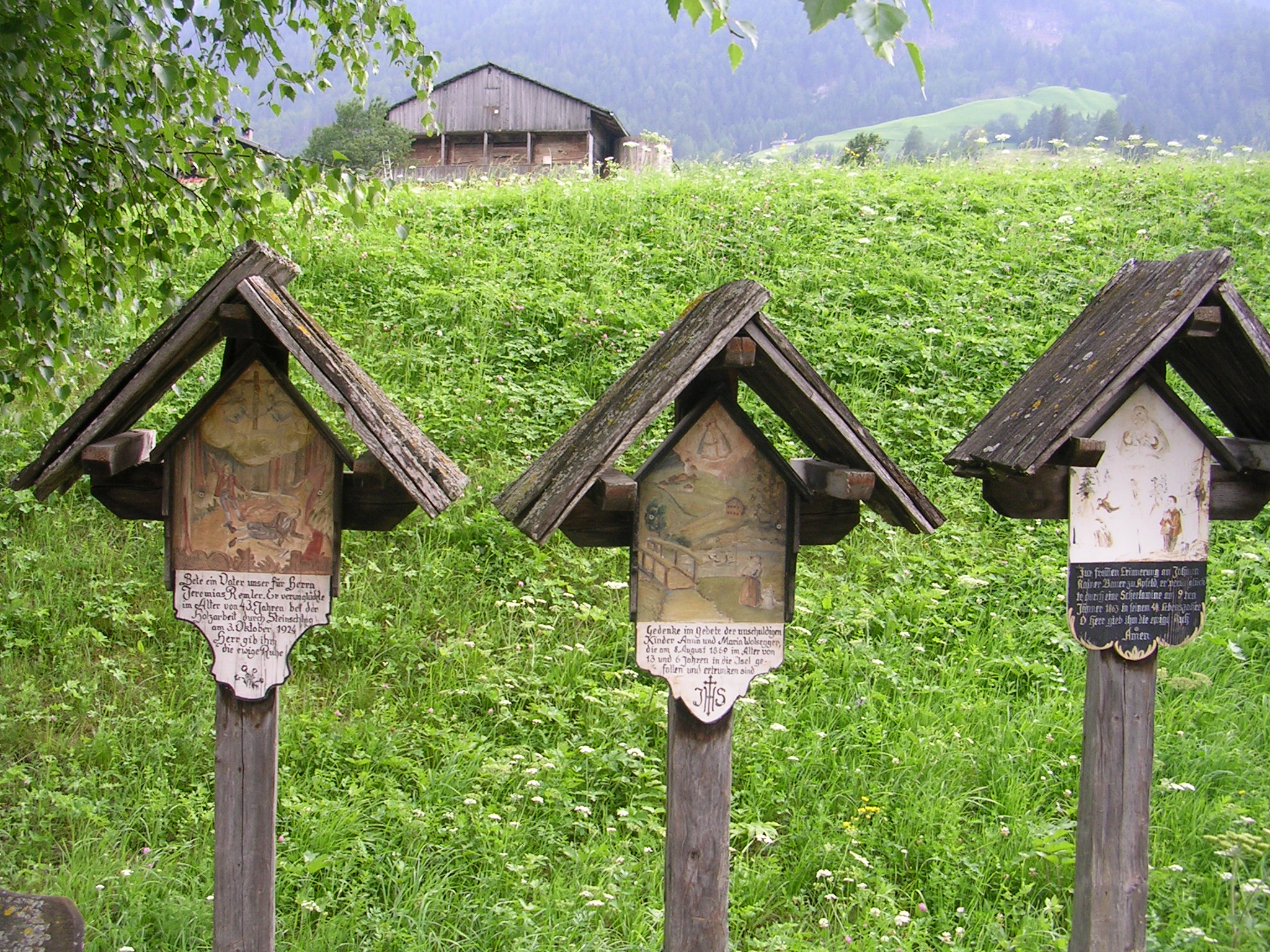
Drei der vier Votivtafeln an der Iselbrücke

An der Abzweigung zur St.-Nikolaus-Kirche liegt das Dreifaltigkeitsstöckl, auch Ganz-Stöckl genannt. Es handelt sich dabei um einen Bildstock, der in seiner heutigen Form vermutlich in den 1930er Jahren erbaut und 1953 restauriert wurde. Der offene Bildstock mit Säulenvorbau und rundbogiger Altarnische verfügt über ein Barockbild, das mit dem Datum 1754/1774 datiert ist. Das Bild zeigt die Armen Seelen im Fegefeuer mit der Darstellung der heiligen Dreifaltigkeit, wobei Christus, Gott und der heilige Geist (Taube) durch einen Dreiecksnimbus zusammengefasst sind. Zudem verfügt der Bildstock über zwei Figuren des heiligen Josef bzw. des heiligen Antonius.
Unweit des Dreifaltigkeitsstöckl befindet sich die Ganzer Hauskapelle. Sie wurde nach dem schweren Winter 1951 errichtet. Die Bäuerin Anna Mattersberger hatte dabei nach einem Gelöbnis den Bildstock errichten lassen, nachdem die Arnitzlawine den Bauernhof Ganzer knapp verschont hatte. Bei dem ziegelgedeckten Bildstock, der dem heiligen Sylvester geweiht wurde, handelt es sich um einen offenen Bildstock mit Säulenvorbau und rundbogiger Altarnische. Das Bild des Bildstockes zeigt den heiligen Sylvester und einen Schutzengel.
Östlich der Wegkreuzung der Zeller Iselbrücke befinden sich vier Votivbilder. Sie stammen aus der zweiten Hälfte des 19. Jahrhunderts bzw. der ersten Hälfte des 20. Jahrhunderts und sind mehreren bei Unglücken zu Tode gekommenen Menschen gewidmet. Bei den Votivbildern handelt es sich um volkstümlich bemalte Bildtafeln, auf denen sich jeweils sakrale Darstellungen und ein Text zu den Unglücksfällen befindet.

### Bauernhäuser
Neben den Sakralbauten verfügt Ganz auch über mehrere denkmalgeschützte Profanbauten. Von besonderer Bedeutung ist die Hofgruppe unterhalb der St.-Nikolaus-Kirche, die aus dem Bauernhof Klabiner (Ganz Nr. 14) und dem Bauernhof Messner (Ganz Nr. 15) besteht. Es handelt sich dabei um zwei ehemalige Freistiftgüter des Matreier Pfarrwidums. Der Bauernhof Klabiner, ein Teilgut der ehemaligen Klabinerhube, ist ein typischer Osttiroler Paarhof mit Brunnenhäuschen. Unmittelbar neben dem Klabinerhof befindet sich das Bauernhaus Messner, das Geburtshaus des Bildhauers Virgil Rainer. Im Gegensatz zum benachbarten Klabiner handelt es sich beim Messnerhof um einen wuchtigen Einhof mit freistehendem Kornkasten aus dem 18. Jahrhundert. Zu den wichtigen Profanbauten der Fraktion gehören zudem ein zu den Bauernhöfen Ganz Nr. 3 und Nr. 5 gehörender Kornkasten und die naheliegende Hansermühle. Der Kornkasten stammt aus dem 17. Jahrhundert und wurde als materiell geteilter Speicherbau errichtet. Vermutlich vor 1700 wurde das Gebäude zu einem Doppelkasten erweitert. Bei der Hanslermühle handelt es sich um eine Getreidemühle in Hanglage mit giebelseitigem Mühlenrad. Die Mühle stammt vermutlich aus dem 19. Jahrhundert.